# Marija Nikolajewna Jaworskaja
Marija Nikolajewna Jaworskaja (russisch Мария Николаевна Яворская; * 21. Dezember 1981 in Nachodka) ist eine russische Boxerin. Sie wurde 2006 Europameisterin der Amateurinnen in der Gewichtsklasse bis 75 kg Körpergewicht.

## Werdegang
Marija Jaworskaja stammt aus der am Japanischen Meer gelegenen Stadt Nachodka in der Region Primorje. Sie begann bereits als Jugendliche mit dem Boxen und gehört der Sportorganisation Dynamo an. Sie trainiert meist in Moskau und wird von Oleg Nurejew betreut.
Seit dem Jahr 2001 gehört sie bereits zur Elite der russischen Boxerinnen in den schweren Gewichtsklassen. Aus diesen frühen Jahren des Frauenboxens sind die Ergebnisse der russischen Meisterschaften nicht bekannt. Es ist aber anzunehmen, dass sie bereits 2002 russische Meisterin geworden war, weil sie in diesem Jahr bei der 2. Weltmeisterschaft der Frauen in Antalya eingesetzt wurde. Sie startete dort in der Gewichtsklasse bis 90 kg Körpergewicht und unterlag im Finale gegen Mária Kovács aus Ungarn. Sie wurde damit gleich Vizeweltmeisterin.
2003 war sie auch bei der Europameisterschaft in Pécs/Ungarn am Start. Sie ging dort in der Gewichtsklasse bis 86 kg an den Start und belegte den 3. Platz. Die Einzelergebnisse von dieser Meisterschaft sind nicht bekannt. 2004 wurde Maria Jaworskaja mit einem Sieg über Maria Reingard russische Meisterin in der Gewichtsklasse bis 86 kg. Bei der Europameisterschaft dieses Jahres in Riccione/Italien belegte sie hinter Maria Kovacs und Anna Seltschuk aus der Ukraine den 3. Platz und gewann damit wieder eine Medaille.
Im Jahre 2005 gewann Maria Jaworskaja bei der Europameisterschaft in Tønsberg/Norwegen in der Gewichtsklasse bis 75 kg Körpergewicht über Anita Ducza aus Ungarn nach Punkten (24:29) und unterlag im Finale gegen die Weltmeisterin von 2001 Anna Laurell aus Schweden nach Punkten (20:31). Bei der Weltmeisterschaft 2005, die in Podolsk stattfand, siegte sie in derselben Gewichtsklasse über Shannah Hook aus Kanada durch Abbruch i.d. 2. Runde, verlor aber im Halbfinale wieder gegen Anna Laurell und belegte damit den 3. Platz.
Im Jahre 2006 reichten Maria Jaworskaja bei der Europameisterschaft in Warschau in der Klasse bis 75 kg Körpergewicht ein Abbruchsieg i.d. 2. Runde über Mia Etelapelto aus Finnland und ein Punktsieg über Olga Nowikowa aus der Ukraine (26:9) um erstmals Europameisterin zu werden. Die Teilnehmerzahlen bei internationalen Frauenboxmeisterschaften waren in den Jahren von 2000 bis 2005/06 gerade in den schweren Gewichtsklassen meist gering, so dass in der Regel zwei Siege zu einem Titelgewinn reichten. Die gleichen Boxerinnen trafen dabei häufig immer wieder aufeinander. Bei der Weltmeisterschaft 2006 in New Delhi verlor Maria Jaworskaja im Viertelfinale gegen Anita Ducza und erreichte damit nicht die Medaillenränge und musste sich mit dem 5. Platz zufriedengeben.
Aus den Jahren 2005 und 2006 sind die Ergebnisse der russischen Meisterschaften leider nicht bekannt. Von 2007 bis 2010 wurde sie aber dann viermal in Folge russische Meisterin. 2007 und 2008 der Gewichtsklasse bis 75 kg Körpergewicht (Mittelgewicht) und 2009 und 2010 im Halbschwergewicht (bis 81 kg Körpergewicht). Sie startete in diesen Jahren auch weiterhin bei den internationalen Meisterschaften und wurde bei der Europameisterschaft 2007 in Vejle/Dänemark im Finale von Anna Laurell nach Punkten geschlagen (13:3).
2008 war sie bei der Weltmeisterschaft in Ningbo/China am Start, musste sich dort aber schon in einem Vorrundenkampf, die Teilnehmerzahlen waren inzwischen auch in den schwereren Gewichtsklassen angestiegen, der Chinesin Li Jinzi geschlagen geben und belegte deshalb nur den 9. Platz. Auch bei den internationalen Meisterschaften der Jahre 2009 und 2010 kam Maria Jaworskaja nicht mehr in die Medaillenränge. Bei der Europameisterschaft 2009 in Nikolajew/Ukraine unterlag sie im Halbschwergewicht im Viertelfinale der Türkin Selma Yağcı nach Punkten (6:8) und wurde deshalb Fünfte und auch bei der Weltmeisterschaft 2010 in Bridgetown, Barbados, unterlag sie im Halbschwergewicht gegen Selma Yağcı nach Punkten (8:11), allerdings schon im Achtelfinale und landete deshalb nur auf dem 9. Platz.
2011 kämpfte sich Marija Jaworskaja bei den russischen Meisterschaften mit Siegen über Ljubow Gitliz (14:3) und Ljubow Paschina (20:9) in das Finale vor, in dem sie gegen Swetlana Kossowa nach Punkten (6:15) unterlag und damit russische Vizemeisterin wurde. Bei der Europameisterschaft in Rotterdam wurde sie nicht eingesetzt.

## Internationale Erfolge
| Jahr | Platz | Wettbewerb                           | Gewichtskl.  | Ergebnis |
| 2002 | 2.    | WM in Antalya                        | bis 90 kg KG | hinter Mária Kovács, Ungarn, vor Devonne Canady, USA und Jyotsana, Indonesien                                                                   |
| 2003 | 3.    | EM in Pécs/Ungarn                    | bis 86 kg KG | hinter Maria Kovacs und Julia Gostraja, Ukraine                                                                                                 |
| 2004 | 1.    | Ahmet-Comert-Turnier in Istanbul     | bis 86 kg KG | nach einem Punktsieg im Finale über Maria Kovacs (13:11)                                                                                        |
| 2004 | 3.    | EM in Riccione/Italien               | bis 86 kg KG | hinter Maria Kovacs und Anna Seltschuk, Ukraine                                                                                                 |
| 2005 | 3.    | Intern. Turnier in St. Petersburg    | bis 75 kg KG | nach einer Abbruchniederlage in der 2. Runde im Finale gegen Olga Slawinskaja, Russland                                                         |
| 2005 | 2.    | EM in Tønsberg/Norwegen              | bis 75 kg KG | nach einem Punktsieg über Anita Ducza, Ungarn (24:17) und einer Punktniederlage gegen Anna Laurell, Schweden (20:31)                            |
| 2005 | 3.    | WM in Podolsk/Russland               | bis 75 kg KG | nach einem Abbruchsieg in der 2. Runde über Shanna Hook, Kanada und einer Abbruchniederlage in der 2. Runde gegen Anna Laurell                  |
| 2006 | 1.    | Ahmet-Comert-Turnier in Istanbul     | bis 75 kg KG | nach Abbruchsiegen i.d. 1. Runde über Anna Srodowska, Polen u. Tatjana Iwatschenko, Ukraine u. einem Abbruchsieg i.d. 2. Runde über Anita Ducza |
| 2006 | 1.    | EM in Warschau                       | bis 75 kg KG | nach einem Abbruchsieg i.d. 2. Runde über Mia Etelapelto, Finnland u. einem Punktsieg über Olga Nowikowa, Ukraine (26:8)                        |
| 2006 | 5.    | WM in New Delhi                      | bis 75 kg KG | nach einer Punktniederlage gegen Anita Ducza (15:27)                                                                                            |
| 2007 | 3.    | Ahmet-Comert-Turnier in Istanbul     | bis 75 kg KG | nach einem Punktsieg über Ariane Fortin, Kanada (21:16) u. einer Punktniederlage gegen Olga Nowikowa (10:19)                                    |
| 2007 | 2.    | Witch-Cup in Pécs/Ungarn             | bis 75 kg KG | nach einem Punktsieg über Alexandra de Hutton, Frankreich u. einer Punktniederlage gegen Anita Ducza (9:19)                                     |
| 2007 | 2.    | EM in Vejle/Dänemark                 | bis 75 kg KG | nach Punktsiegen über Anita Ducza (10:5) u. Alexandra de Hutton (15:4) u. einer Punktniederlage gegen Anna Laurell (3:13)                       |
| 2008 | 1.    | Intern. Turnier in Stupino/Russland  | bis 75 kg KG | nach Punktsieg über Olga Nowikowa (12:10) u. Abbruchsieg i.d. 2. Runde über Anna Gladkitsch, Russland                                           |
| 2008 | 3.    | Ahmet-Comert-Turnier in Istanbul     | bis 75 kg KG | nach einem Punktsieg über Anita Ducza (20:5) u. einer Punktniederlage gegen Anna Laurell                                                        |
| 2008 | 1.    | Ladies-Nikolajew-City-Cup            | bis 75 kg KG | nach Punktsieg über Tatjana Iwaschenko (11:2) u. Abbruchsieg i.d. 1. Runde über Julia Mudrik, Moldawien                                         |
| 2008 | 1.    | Witch-Cup in Pécs                    | bis 75 kg KG | nach Punktsiegen über Amber Konikow, Kanada (13:3) u. Anita Ducza (10:3)                                                                        |
| 2008 | 9.    | WM in Ningbo/China                   | bis 75 kg KG | nach einer Punktniederlage gegen Li Jinzi, China (0:10)                                                                                         |
| 2009 | 9.    | Ahmet-Comert-Cup in Istanbul         | Halbschwer   | nach einer Punktniederlage gegen Ludmilla Turcin, Rumänien (5:6)                                                                                |
| 2009 | 1.    | Intern. Turnier in St. Petersburg    | Halbschwer   | nach Punktsiegen über Sangita Devi, Indien (22:0) u. Maria Watpool, Kanada (15:3)                                                               |
| 2009 | 5.    | EM in Nikolajew/Ukraine              | Halbschwer   | nach Punktniederlage gegen Selma Yağcı, Türkei (6:8)                                                                                            |
| 2010 | 3.    | Minoan-Cup in Heraklion/Griechenland | Halbschwer   | nach einer Punktniederlage gegen Anna Laurell (3:12)                                                                                            |
| 2010 | 3.    | Ladies-Nikolajew-City-Cup            | Halbschwer   | nach einer Punktniederlage gegen Inna Schewtschenko, Ukraine (1:2)                                                                              |
| 2010 | 9.    | WM in Bridgetown/Barbados            | Halbschwer   | nach Punktniederlage gegen Selma Yağcı (8:11)                                                                                                   |
| 2011 | 2.    | Ladies-Nikolajew-City-Cup            | Halbschwer   | nach einer Punktniederlage gegen Inna Schewtschenko, Ukraine                                                                                    |

## Russische Meisterschaften
(soweit bekannt)
| Jahr | Platz | Gewichtskl.  | Ergebnis |
| 2004 | 1.    | bis 86 kg KG | nach einem Sieg im Finale über Maria Reingard |
| 2007 | 1.    | bis 75 kg KG | nach Abbruchsiegen i.d. 2. Runde über Maria Sabarutschina u. i.d. 1. Runde über Ilmira Garipowa                                                       |
| 2008 | 1.    | bis 75 kg KG | nach einem Abbruchsieg i.d. 1. Runde über Olga Loginowa, einem kampflosen Sieg über Swetlana Kossowa u. einem Punktsieg über Julia Nemzowa (16:11)    |
| 2009 | 1.    | Halbschwer   | nach einem Abbruchsieg i.d. 1. Runde über Julia Filatowa, einem kampflosen Sieg über Oksana Melechonowa u. einem Punktsieg über Jelena Surkowa (11:4) |
| 2010 | 1.    | Halbschwer   | nach einem Abbruchsieg i.d.1. Runde über Ilira Garipowa u. einem Punktsieg über Anna Gladkitsch (21:9)                                                |
| 2011 | 2.    | Halbschwer   | nach Punktsiegen über Ljubow Gitliz (14:3) und Ljobow Paschina (20:9) und einer Punktniederlage gegen Swetlana Kossowa (6:15)                         |

## Erläuterungen
- WM = Weltmeisterschaft, EM = Europameisterschaft
- Mittelgewicht, Gewichtsklasse bis 75 kg, Halbschwergewicht, Gewichtsklasse bis 81 kg Körpergewicht
- KG = Körpergewicht
- bis 2008 gab es beim Frauenboxen bis zu 15 Gewichtsklassen, seit 2009 nach einer Gewichtklassenreform nur mehr 10 Gewichtsklassen, die weitgehend denen der Männer angeglichen sind und die gleichen Bezeichnungen tragen